# Ella Kruglyanskaya
Ella Kruglyanskaya (nascida em 1978) é uma pintora letã que vive e trabalha em Los Angeles. Kruglyanskaya é conhecida pelos seus desenhos e pinturas que exageram aspectos da forma feminina.
Ela realizou exposições individuais no Studio Voltaire em Londres em 2014, na Thomas Dane em Londres em 2015 e na Tate Liverpool em 2016. O seu trabalho encontra-se incluído nas colecções da Tate Gallery, em Londres.